# Tess of the d'Urbervilles
Tess of the d'Urbervilles: A Pure Woman Faithfully Presented (tạm dịch: Cô gái dòng họ d' Urberville: Người phụ nữ đức hạnh chung thủy hiện diện), ngoài ra còn được biết đến dưới các tựa Tess of the d'Urbervilles: A Pure Woman (tạm dịch: Cô gái dòng họ d' Urberville: Người phụ nữ đức hạnh), Tess of the d'Urbervilles (tạm dịch: Cô gái dòng họ d' Urberville) hay chỉ Tess (tên một nhân vật) không, là một tiểu thuyết nổi tiếng của nhà văn Anh Thomas Hardy, được xuất bản lần đầu vào năm 1891. Tuy chiếm một vị trí quan trọng trong nền văn học Anh quốc, nhưng khi mới phát hành, cuốn sách nhận được nhiều ý kiến trái chiều từ phía dư luận bởi có vài chỗ trong sách đi ngược lại với dòng văn hưng thịnh của Thomas. Phiên bản nguyên gốc của Tess of the d’Urbervilles hiện đang được trưng bày tại British Library với tựa "Daughter of the d'Urbervilles. Ngoài ra, Tess of the d'Urbervilles được đề cập đến trong tập truyện ngắn kinh dị của M.R. James (1904).

## Sự ảnh hưởng

### Thơ kịch
Hardy tự mình chọn Gertrude Bugler, một cô gái Dorchester từ the Hardy Players (hiện là Bugler's sister Norrie, những người trong nhóm kịch diễn các tiểu phẩm của Thomas) vào vai Tess trong vở kịch đầu tiên.

### Kịch opera
Năm 1906: Một phiên bản Opera của Italia (Italian Operatic) viết bởi Frederic d'Erlanger lần đầu được trình diễn ở Naples. 3 năm sau, vở kịch được bước chân đến London, Anh.

### Phim
Câu chuyện cũng được quay thành phim ít nhất 7 lần, gồm 3 lần chiểu rạp (1913, 1924, 1979) và 4 lần chiếu trên TV (1952, 1960, 1998, và 2008).